# Mrs Beeton's Book of Household Management
Mrs Beeton's Book of Household Management (Le Livre d'économie domestique par Mrs Beeton) est un guide d'économie domestique destiné aux maîtresses de maison, écrit par Isabella Beeton et dont la première édition est parue au Royaume-Uni en 1861. Il se présente comme un recueil de conseils pour la bonne tenue d'une maison et de son personnel. En dépit de son titre assez général, le guide est consacré en majorité à la cuisine. Le grand succès remporté par l'ouvrage lui a valu de nombreuses rééditions, souvent substantiellement augmentées, longtemps après la mort de son auteure.

## Structure du livre
Le livre contient des conseils sur la mode, le soin des enfants, l'élevage d'animaux, les poisons, la gestion des domestiques, la science, la religion et l'industrialisme.
Sur les 1 112 pages, plus de 900 sont consacrées à des recettes de cuisine. La plupart d'entre elles sont illustrées de gravures en couleurs : c'est le premier livre à présenter des recettes dans un format qui est toujours utilisé aujourd'hui. 

## Élaboration du livre
Isabella Beeton commence à travailler à ce livre à l'âge de 21 ans ; il paraît d'abord sous la forme d'une série de 24 articles dans la publication dirigée par son mari Samuel Orchart Beeton, The Englishwoman's Domestic Magazine, à partir de 1859. Le 1er octobre 1861, les différentes parties sont publiées en volume sous le titre The Book of Household Management, comprising information for the Mistress, Housekeeper, Cook, Kitchen-Maid, Butler, Footman, Coachman, Valet, Upper and Under House-Maids, Lady's-Maid, Maid-of-all-Work, Laundry-Maid, Nurse and Nurse-Maid, Monthly Wet and Sick Nurses, etc. etc.—also Sanitary, Medical, & Legal Memoranda: with a History of the Origin, Properties, and Uses of all Things Connected with Home Life and Comfort.
En 2006, l'historienne Kathryn Hughes, qui écrit une biographie d'Isabelle Beeton, se rend compte que cette dernière a copié une bonne partie de ses recettes sur des ouvrages plus anciens (notamment celui d'Eliza Acton), dont certains peuvent remonter jusqu'à la Restauration, et dont elle a repris le texte parfois mot pour mot.

## Rééditions augmentées
Isabella Beeton meurt à l'âge de 28 ans en 1865, quatre ans seulement après la première édition de son Book of Household Management. Mais son mari, Sam Beeton, et les éditeurs suivants, publient des rééditions augmentées pourvues de préfaces signées Isabella Beeton, qui entretiennent l'image d'une experte toujours vivante, ce qui entretient la "marque" créée par le livre.

## Postérité
Mrs Beeton's Book of Household Management remporte un grand succès à sa parution. Rassemblé en volume en 1861, le livre se vend à 60 000 exemplaires dès la première année et les ventes atteignent un million d'exemplaires en 1868. Isabella Beeton devient rapidement une figure de la maîtresse de maison victorienne idéale, parfaite experte en cuisine.
Cette image parfaite n'est écornée que peu à peu avec le temps. Dans les années 2000, plusieurs études révèlent la part de plagiat du travail d'Isabella Beeton.